# Fome de Viver
The Hunger (no Brasil e em Portugal: "Fome de Viver") é um filme britânico de 1983 dos gêneros terror e suspense.
Foi a estreia no cinema do então diretor de vinhetas e comerciais Tony Scott, tendo adquirido um status de "cult" entre os admiradores da subcultura gótica pelo fato de contar com uma fotografia excessivamente escura e sombria e também pelo tratamento neogótico da temática do vampirismo e sequência de vampirismo lésbico. No começo do filme há uma memorável cena com os protagonistas e a banda Bauhaus, numa boate gótica.

## Sinopse
Mirian Blaylock (Catherine Deneuve) é bela mas perigosa vampira com séculos de idade (apesar de ainda manter a aparência jovial). Ela e seu amante, John (David Bowie), um talentoso tocador de violoncelo do século XVII, também vampiro, vivem na Nova Iorque dos dias atuais, predando e se alimentando de incautos frequentadores do submundo da cidade e das ruas noturnas, onde eles se passam por um casal de chiques góticos.
Os amantes humanos de Mirian (como John), entretanto, não tem um tempo indefinido de vida e sofrem de decadência acelerada após certo período de anos. Literalmente os amantes de Mirian se tornam "mortos-vivos", ou seja, não morrem mas envelhecem exageradamente até o ponto de se tornarem irreconhecíveis e inúteis (no que Mirian os "armazena" em caixões em uma sala especial de seu apartamento).
Temendo que seu "fim" esteja próximo (após os primeiros sinais de decrepitude acelerada), John procura a dra. Sarah Roberts (Susan Sarandon), uma especialista em desordens do envelhecimento, esperando que ela o ajude a se livrar da iminente decadência.
Sarah, intrigada pelo fenômeno do rápido envelhecimento de John, procura visitá-lo em seu apartamento (onde também vive Mirian) após ele não comparecer a uma consulta marcada (neste momento John, já exageradamente envelhecido, havia sido posto para "dormir" em seu caixão, destino
compartilhado por outros amantes anteriores da vampira).
Chegando no apartamento do casal, Sarah é recebida por Mirian que, após uma breve conversação, tenta convencê-la a ser sua nova amante. Após um momento de relutância, em que Sarah demonstra repugnação em viver de sangue humano, a médica acaba cedendo aos encantos da vampira. Como parte da transformação de Sarah em vampira, ela e Mirian compartilham sangue em uma memorável cena de amor lésbico.
À medida que o filme se aproxima do fim, vê-se um agente imobiliário oferecendo o apartamento de Mirian (então vazio) para compradores interessados: ambas as vampiras haviam arrumado as coisas  e viajado para o oeste a fim de começar uma nova vida como resultado do aumento de intensidade das investigações policiais que se seguiram após o desaparecimento de uma outra jovem, uma das vítimas mortas por John e Mirian para alimentá-los de sangue (no começo do filme), o que as poderia expor e a sua condição de vampiras.

## Elenco
- Catherine Deneuve...Miriam Blaylock
- David Bowie...John
- Susan Sarandon...Dra. Sarah Roberts
- Cliff De Young...Tom Haver
- Beth Ehlers...Alice Cavender
- Dan Hedaya...Tenente Allegrezza
- Rufus Collins...Charlie Humprhries
- Suzanne Bertish...Phyllis
- James Aubrey...Ron

## Prêmios e indicações

### Indicações
Saturn Awards
- Melhor figurino: 1984
- Melhor maquiagem: 1984